# Bahram V

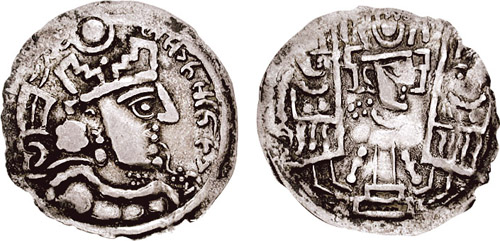
Srebrna moneta Bahrama (British Museum)

Bahram V, znany również jako: Bahram Gur (ur. ?, zm. 439) – władca Persji z dynastii Sasanidów, syn Jezdegerda I.

## Życiorys
Tron odziedziczył 420/421 po nagłej śmierci (morderstwo?) ojca, panował do 439. Ze zmiennym szczęściem prowadził wojny z chrześcijańskim Bizancjum (za jego rządów wybuchła wojna rzymsko-sasanidzka, wywołana prześladowaniami chrześcijan przez Bahrama), odparł też najazd Heftalitów, których króla zabił własnoręcznie w bitwie pod Merwem. Przede wszystkim jednak zasłynął wśród potomnych jako kochający uciechy życia i wrażliwy na dolę ludu władca.
Nazywano go Gur (pahl. dosł. onager), jako że z zamiłowaniem polował na onagery, niewielkie zwierzęta z rodziny koniowatych. Jest bohaterem licznych perskich i arabskich legend. Swe dzieła poświęcili mu Omar Chajjam, Firdausi, Hamza z Isfahanu. Z jego osobą wiąże się także dość wiarygodny przekaz o pochodzeniu Cyganów.
Współcześni historycy widzą w nim jednak władcę stosunkowo słabego, nadmiernie ulegającego duchownym zaratusztrianizmu  i możnowładztwu.